# Station Zonnebeke
Station Zonnebeke is een voormalig spoorwegstation in de gemeente Zonnebeke. Het lag aan spoorlijn 64 die Ieper met Roeselare verbond. De spoorlijn is afgebroken tussen 1955 en 1974. Tot juli 2011 werd het station gebruikt als brandweerkazerne. Heden ten dage doet het dienst als jeugdhuis De Moane.
0,0: Roeselare ·
5,9: Vierkavenhoek ·
10,0: Moorslede-Passendale ·
12,1: Kerselaar ·
13,8: Zonnebeke ·
17,8: Frezenberg ·
20,1: Kruiskalsijde ·
23,0: Ieper